# Seblas
Seblas ist eine Fraktion der Gemeinde Matrei in Osttirol. Die Ortschaft liegt südlich des Matreier Marktes an der Felbertauernstraße und wurde 2021 von 98 Menschen bewohnt.

## Geographie
Seblas erstreckt sich über eine Länge von rund zwei Kilometern entlang der Felbertauernstraße von Norden nach Süden, wobei die Fraktion von der Tankstelle südlich der Talstation der Goldriedseilbahn im Norden bis zum ehemaligen Mautstation Brühl im Süden reicht. Nachbarorte der Fraktion im Süden des Matreier Talkessels sind der Matreier Markt im Norden, die Fraktionen Klaunz und Klausen im Osten, die Fraktion Bichl im Westen und die Orte Moos und Feld im Süden. Ausgehend vom Hauptort, dem Matreier Markt, liegt der Großteil der Wohnhäuser von Seblas links der Felbertauernstraße nördlich und südliche der Bauernhöfe Grangler, Oberhammer, Porzer und Bartler. Weiter südlich, rund zwei Kilometer südlich des Matreier Ortszentrums befindet sich rechts der Felbertauernstraße das zu Seblas gehörende Gewerbe- und Betriebsgebiet der Gemeinde Matrei. Der südlich gelegene Weiler Tratten um die Höfe Trattner und Hansen sowie der Weiler Brühl gehören zu Seblas. Seblas ist Teil der Katastralgemeinde Matrei in Osttirol Land.

## Geschichte
1869 bestand Seblas aus 24 Häusern, in denen 166 Menschen lebten. Vermutlich war jedoch 1869 auch die Fraktion Klausen mit dem Weiler Schweinach zu Seblas gezählt worden. Bei der Volkszählung 1890 hatten Seblas und Klausen 145 Einwohner, wobei 25 Häuser gezählt worden waren. Bis zum Beginn des 20. Jahrhunderts lag Seblas jedoch nicht an der Hauptstraße von Lienz nach Matrei durch das Iseltal, die zunächst über den Klauswald nach Matrei führte. Erst 1901 wurde mit dem Bau der neuen, weiter westlich gelegenen Iseltalstraße begonnen, zu deren Finanzierung beim Gasthaus Brühl eine Mautstation errichtet wurde. Der weiter nördlich liegende Weiler „Tratten“ mit der weitläufig wirkenden Ebene im Süden des Matreier Talkessels wird auch als „Lienzer Ochsenalm“ bezeichnet. Auch in der ersten Hälfte des 20. Jahrhunderts wurden Klausen und Seblas in der Volkszählung gemeinsam ausgewiesen, wobei das Gebiet 169 Einwohner in 22 Häusern umfasste. Für Seblas selbst wurden 1951 7 Häuser mit 52 Einwohnern erhoben, der Weiler Brühl umfasste ein Haus mit 7 Einwohnern und der Weiler Tratten zwei Häuser mit 19 Einwohnern.

## Bauwerke und Sehenswürdigkeiten
Das auffälligste Gebäude von Seblas ist das ehemalige Mauthaus Brühl im Süden von Seblas (Seblas Nr. 25). Es wurde in der zweiten Hälfte des 19. Jahrhunderts von einem Südtiroler Weinhändler errichtet und als Gasthaus sowie Mautstelle betrieben. Bis in die ersten Jahrzehnte des 20. Jahrhunderts diente das Gasthaus als beliebtes Ausflugsgasthaus. Bei dem Gebäude selbst handelt es sich um einen massiven, dreigeschoßigen Bau aus Bruchsteinmauerwerk, das weitgehend unverputzt blieb. Der turmartige Kern besitzt Festungscharakter, der Keller wurde ursprünglich als Weinkeller genutzt.
Ein weiteres Gebäude von kulturhistorischer Bedeutung ist der Bauernhof Trattner im Weiler Tratten. Der Hof wurde urkundlich 1592 erstmals als „Watschger Bau“ erwähnt und war ein Freistift der Matreier Pfarrkirche. Ein Türsturz des Hofes trägt sogar die Inschriften „1524“. Die Hofanlage besteht aus einem Einhof mit Backofen, Kapelle, Wegkreuz, Getreidemühle am Mühlbachl und Hausgarten. Dominiert wird die Hofanlage vom zweigeschoßigen Einhof, dessen Kantblockbau im Erdgeschoß aus der ersten Hälfte des 16. Jahrhunderts stammt. Nach einer weitgehenden Überformung im Jahr 1771 wurde der Einhof letztmals im Jahr 1915 geringfügig verändert. Charakteristisch für den Hof ist zudem das weit ausladende, schindelgedeckte Satteldach, die spätgotische Stube mit gemauertem Tonnenofen und die um 1915 erneuerte Rauchküche. Die Kapelle des Trattnerhofes, das sogenannte Trattnerstöckl, wurde 1749 von Peter Mattersberger gestiftet und 1756 der Schmerzhaften Muttergottes geweiht. Bei der Kapelle handelt es sich um einen Bau mit dreiseitigem Chor, das von einem Satteldach und einem portalseitigen Dachreiter überragt wird. Der Dachreiter selbst ist schindelgedeckt und wird von Kugel, Kreuz und Wetterhahn gekrönt. Im Inneren der Kapelle befindet sich ein marmorierter Säulenaltar dessen Altarbild die Schmerzhafte Muttergottes mit den Armen Seelen zeigt. Flankiert werden die Altarsäulen von Figuren des heiligen Petrus und Paulus.